# Josep Maria Terricabras
Josep-Maria Terricabras i Nogueras, né le 12 juillet 1946 à Calella (Catalogne) et mort le 16 avril 2024 à Begur, est un philosophe et un homme politique espagnol.

## Biographie

### Formation
Josep Maria Terricabras obtient sa maîtrise en philosophie et lettres à l'université de Barcelone. Il est reçu docteur en philosophie et sciences de l'éducation aux universités de Barcelone et de Münster en Allemagne. Il fait des séjours de recherche à Barcelone, au St John's College de Cambridge, au Royaume-Uni, et à l'université de Californie à Berkeley, aux États-Unis.

### Carrière professionnelle
En 1995, Josep Maria Terricabras est admis comme membre de la section de philosophie et sciences sociales de l'Institut d'études catalanes (IEC). Plus tard, il devient professeur de philosophie à l'université de Gérone. De plus, il y dirige la « chaire Ferrater Móra de Pensée contemporaine ». Sa spécialité est la philosophie contemporaine, et particulièrement l'œuvre du philosophe autrichien Ludwig Wittgenstein. Il est l'instigateur en Pays catalans du projet Filosofia 6/18 (Philosophy for children). Il a dirigé aussi l'actualisation du Dictionnaire de philosophie de Josep Ferrater Móra.
Josep Maria Terricabras est membre de la Société catalane de philosophie. La majorité de ses publications sont consacrées à des sujets de philosophie du langage, de logique, de théorie de la connaissance et d'éthique. D'autre part, il est consultant de la Revista de Catalunya et président du Comité de suivi de la déclaration universelle des droits linguistiques, ainsi que membre de l'Assemblée nationale catalane.

### Carrière politique
Lors des élections européennes de 2014, Josep Maria Terricabras est élu au Parlement européen en tant qu'indépendant sur la liste Gauche républicaine de Catalogne-La Gauche pour le droit de décider. Il siège au sein du groupe des Verts/Alliance libre européenne. Il ne se représente pas en 2019.

## Distinctions
- 2000 : Prix Narcís Monturiol de la Généralité de Catalogne